# Cycas taitungensis
Cycas taitungensis é uma espécie de cicadófita do género Cycas da família Cycadaceae, nativa da Formosa. Segundo dados de 2010, a população tende a descrescer.